# Big Pun
Big Pun, Big Punisher, właśc. Christopher Lee Carlos Rios (ur. 10 listopada 1971 w Nowym Jorku, zm. 7 lutego 2000 w White Plains) – amerykański raper, reprezentant latynoskich raperów w Stanach Zjednoczonych. Pierwszy latynoski raper, który zdobył platynowa płytę.

## Życiorys
Big Pun urodził się w 1971 roku. Dzieciństwo spędził w portorykańskiej części południowego Bronksu. W młodości wiele wolnego czasu spędził na treningach boksu i koszykówki. Motywowany sukcesami portorykańskich załóg breakdance, sam zaczął rapować. Szkolną edukację zakończył w wieku lat piętnastu. Namiętnie czytał jednak encyklopedię i Biblię, by, wzbogacając słownictwo, doskonalić warsztat. Wcześnie założył rodzinę i został ojcem trojga dzieci.
W 1989 roku, występując pod ksywką Big Moon Dog, poznał latynoskiego rapera Cuban Linka. Wspólnie założyli zespół Full A Clips Crew. Kilka lat później zauważył ich sam Fat Joe. Urzekła go łatwość, z jaką Pun składał swoje błyskotliwe i dowcipne rymy. Wkrótce poprosił Portorykańczyka o gościnny występ na swojej płycie. Numer Watch Out znalazł się na drugim albumie Fata Joego pt. Jealous One's Envy (1995) i bardzo spodobał się wytwórni Loud Records, która podpisała kontrakt płytowy z Punem.
Charyzma i styl Christophera zostały docenione także przez innych artystów. W końcu mało kto umiał w ciągu kilku sekund na jednym oddechu wystrzelić kilkanaście linijek rymów. Zanim raper wydał swój debiut, pojawił się na pierwszej części słynnych mixtape’ów Funkmaster Flex'a i nagrał wspólne kawałki z B-Realem, Kool G Rapem i Raekwonem.
Pierwszy krążek: Capital Punishment (1998) potwierdził klasę rapera, o którym już wcześniej krążyły legendy. Album, promowany chwytliwym numerem Still Not A Playa, zdobył platynę, sprzedając się w samych Stanach w liczbie ponad miliona egzemplarzy. O muzykę dla słownych popisów Punishera zatroszczył się m.in. The Beatnuts, Showbiz, The Trackmasters i Young Lord. Wraz z sukcesem komercyjnym Pun zdobył uznanie wśród fanów hardcore rapu.
W roku 1999 raperzy: Big Punisher, Fat Joe, Prospect, Armageddon i śpiewający Tony Sunshine nagrali płytę jako Terror Squad. Pun wystąpił też gościnnie m.in. u The Beatnuts, Noreaga'i i Jennifer Lopez.
Wejście do branży hiphopowej zmieniło styl życia artysty. Częste koncerty, imprezy i długie rozstania z rodziną wpędziły rapera w nałogowe obżarstwo, a waga artysty zaczęła zbliżać się do 300 kilogramów. Dzięki namowom Fata Joego, Big Punisher poddał się w 2000 roku kuracji odchudzającej. Ale tęsknota za domem i twarde realia show-biznesu zniweczyły wysiłki artysty. Znowu zaczął tyć, a stan jego zdrowia wciąż się pogarszał. Największy Latynos w historii rapu zmarł na zawał serca 7 lutego 2000 roku w wieku 28 lat. Zostawił żonę, troje dzieci oraz miliony fanów na całym świecie.
Kilka tygodni po śmierci Puna ukazała się jego druga płyta Yeeeah Baby, która zadebiutowała na trzecim miejscu na liście Billboardu, a następnie zdobyła złoto. Dużym sukcesem okazała się też składanka największych hitów, gościnnych występów i niepublikowanych utworów Riosa Endangered Species (2001).
W 2002 roku powstał film dokumentalny o twórczości Big Punishera zatytułowany Still Not A Player. W roku 2005 żona zmarłego rapera uruchomiła sygnowaną pseudonimem męża linię odzieżową – Big Punisher Clothing.

## Dyskografia

### Albumy solowe
- Capital Punishment (1998)
- Yeeeah Baby (2000)
- Endangered Species (2001)

### Terror Squad
- Terror Squad (1999)

### Single
- "I'm Not a Player" (1997)
- "Still Not a Player" (feat. Fat Joe) (1998)
- "You Came Up" (feat. Noreaga) (1998)
- "100%" (feat. Tony Sunshine) (2000)
- "It's So Hard" (feat. Donell Jones) (2000)
- "How We Roll " (feat. Ashanti (2001)